# Jean-Bédel Bokassa II
Jean-Bédel Bokassa II hoặc Jean-Bédel Georges Bokassa (sinh ngày 2 tháng 11 năm 1973) là con trai của Bokassa I đã tự xưng là "Hoàng đế Trung Phi" của Đế quốc Trung Phi với người vợ thứ sáu của ông là Catherine Denguiadé, cũng trở thành "Hoàng hậu" nhờ sự đăng quang ngôi vị của Bokassa. Theo quyết định của cha mình để trở thành "Hoàng đế", Jean-Bédel lúc mới 4 tuổi đã được chọn làm người thừa kế của ông với tước vị Thái tử (prince héritier de Centrafrique). Việc Bokassa II được chọn kế vị dù cậu còn có nhiều người anh và anh em cùng cha khác mẹ. Con trưởng của Bokassa với người vợ khác là Georges dù là một thành viên nội các nhưng vẫn bị Bokassa coi là quá mềm yếu để có thể kế vị ngôi báu.
Ngoài ra cậu còn góp mặt trong lễ đăng quang xa hoa của cha mình vào ngày 4 tháng 12 năm 1977, mà chính Giáo hoàng Paul VI đã từ chối tham dự.